# Hokej Vyškov
Le Hokej Vyškov est un club de hockey sur glace de Vyškov en Tchéquie. Il évolue en 2. liga, troisième échelon tchèque.

## Historique
Le club est créé en 2022.

## Palmarès
- Aucun titre.